# ヴィリー・シェーラー
ヴィリー・シェーラー（Wilhelm "Willy" Schärer、1903年9月20日 - 1982年11月20日）は、スイスの陸上競技選手である。彼は、1924年に開催されたパリオリンピックの1500メートル競走で銀メダルを獲得した。

## 経歴
パリオリンピックの1500メートル走は20の国から40名の選手が出場して7月9日に予選、7月10日に決勝の日程で実施された。選手たちは6つの組に分けられて予選を戦い、各組の上位2名が決勝に進んだ。シェーラーは予選2組に出場して4分6秒6の記録で1位となり、決勝に挑むことになった。
決勝では、当時の世界記録保持者パーヴォ・ヌルミが3分53秒6のオリンピック新記録で優勝した。シェーラーは生涯で最高となる3分55秒0の記録で2位に入り、銀メダルを獲得した。